# Чудесная страна
«Чуде́сная страна́» (англ. Wonderland) — художественный фильм, социальная драма британского режиссёра Майкла Уинтерботтома, поставленная по сценарию Лоуренса Кориа. Картина повествует о жизни трех сестёр: Нади, Дебби и Молли и о событиях произошедших с их семьями во время Ночи Гая Фокса.
Премьера фильма состоялась на кинофестивале «Санденс», где получила положительные отзывы критики. Впоследствии, на волне успеха, показа в основной конкурсной программе на Каннском кинофестивале. До великобританского проката картина дошла 14 января 2000 года.

## Создание
Сценарист ленты Лоуренс Кориа до съемок фильма работал психологом. После приглашения Майкла Уинтерботтома на должность сценариста ему было поручено создать сценарий похожий на картину Роберта Олтмена «Короткие истории», которой режиссёр был вдохновлен при подготовке с производству. Оператору Шону Боббитту, также было поручено воссоздание подобной атмосферы, несмотря на то, что он ранее не работал над художественными фильмами.
В картине имеются резкие сочетания реализма и импрессионизма, навеянные работой Вонга Карвая «Чунцинский экспресс» и подкрепленные замедленной и ускоренной киносъёмкой. Жесткие и резкие сцены секса, не сопровождаемые музыкальным сопровождением, придают больше реализма.